# Harold Lang
Harold Lang (Daly City, 21 dicembre 1920 – Chico, 26 luglio 1985) è stato un ballerino, attore teatrale e insegnante statunitense.

## Biografia
Lang debuttò nel mondo dello spettacolo come ballerino classico, danzando per il San Francisco Ballet dal 1938 al 1940, per il Ballet Russe de Monte Carlo dal 1941 al 1942 e per l'American Ballet Theatre dal 1943. Con l'American Ballet, danzò nelle prime assolute di alcuni balletti di Jerome Robbins (tra cui Fancy Free nel 1944), oltre a danzare nei classici di George Balanchine, David Lichine, Léonide Massine ed Antony Tudor. Verso la fine degli anni 40, Lang lasciò il mondo del balletto per il teatro musicale di Broadway, dove esordì nel 1945 con il flop Mr. Strauss Goes to Boston, a cui seguirono i discreti successi Three to Make Ready (1946) e Look, Ma, I'm Dancin'! (1948). Il suo primo grande ruolo arrivò nel 1948, con il musical di Cole Porter Kiss Me, Kate, in cui interpretava Billy Calhoun.
Il ruolo lanciò la carriera di Lang verso ruoli principali a Broadway e nel 1952 interpretò il protagonista Joey Evan nel musical Pal Joey a Broadway, nel tour statunitense (1953) e a Londra (1954). Dopo aver recitato ancora a Broadway nel 1956 e nel 1957, fece il suo debuttò nell'Off Broadway nel 1959 con il musical di Leonard Bernstein On the Town, per poi dedicarsi a tournée nazionali e produzioni teatrali regionali durante gli anni 60. Dal 1960 al 1985 insegnò danza all'Università statale della California - Chico.
Harold Lang era apertamente bisessuale ed ebbe una breve relazione con Gore Vidal durante gli anni quaranta.